# 美国海军陆战队使馆警卫队
海軍陸戰隊使館警衛隊，前稱海軍陸戰隊衛兵營（Marine Security Guard Battalion），是美國海軍陸戰隊一支旅级的衛兵部隊，負責美國駐外大使館、領事館及美國政府在外機構的保安任務，包括布魯塞爾的美國駐北約代表處等。隊員稱「海軍陸戰隊衛兵」（Marine Security Guard）。

## 歷史

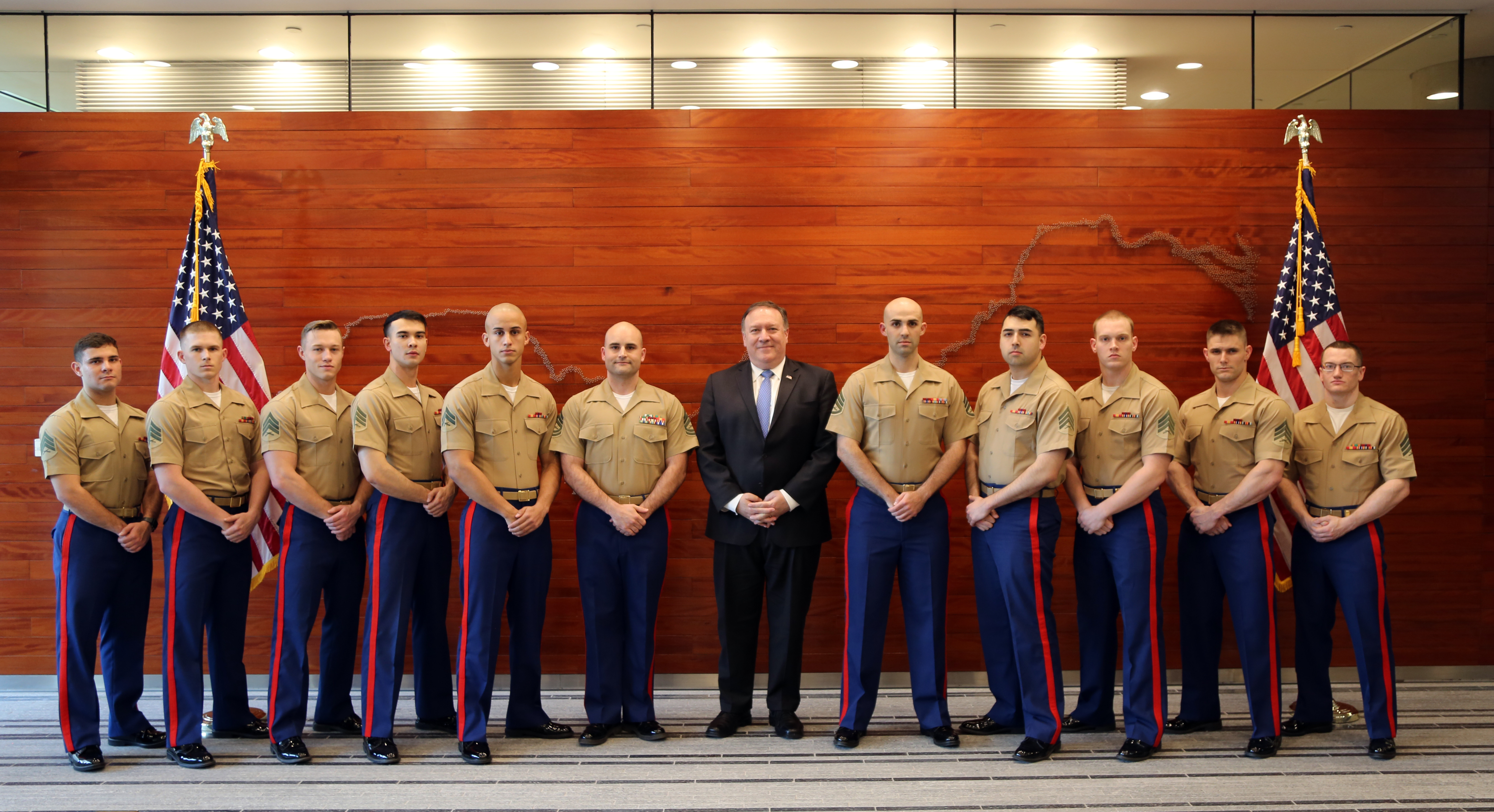
美國駐華大使館海軍陸戰隊衛兵與訪華的美國國務卿邁克·蓬佩奧合影

自美國建國早期至今，海軍陸戰隊與國務院已有一段長遠的合作歷史。從第一次巴巴里戰爭中陸戰隊員在德爾納、的黎波里等地升起美國國旗，到美墨戰爭時阿契博德·葛利斯皮在上加利福尼亞的秘密任務，及義和團運動期間在北京的作戰等等，海軍陸戰隊已多次於海外的特殊任務中，保衛了衝突區內美國派外人員與僑民的安全。
美國首次正式、永久指定海軍陸戰隊作為使館警衛的歷史則始於1946年的《外交機構法》，法案中授權美國海軍部長可應國務卿要求，派出陸戰隊員擔任駐外機構的保安隊，並接受美國駐該處的高級外交官監督、管理。1948年12月15日簽署了第一份有關陸戰隊員派外相關規定的協議備忘錄。首批海軍陸戰隊員在國務院外交人員學院受訓後，於1949年初派赴摩洛哥丹吉爾和泰國曼谷。1954年11月起初級訓練項目交由海軍陸戰隊自行執行。之後1946年份的外交機構法由美國法典第10编 § 第5983節取代，最新的一份備忘錄則於2008年8月出爐。
在導致美國駐利比亞大使克里斯多夫·史蒂文斯喪生的2012年班加西攻擊事件發生後，美國國會要求增派陸戰隊衛兵，使得其數量在戰後海軍陸戰隊的裁減趨勢中，反增至原本的近兩倍。美國海軍陸戰隊從第1團第1營中調派了一個連作為增援隊。

## 職責

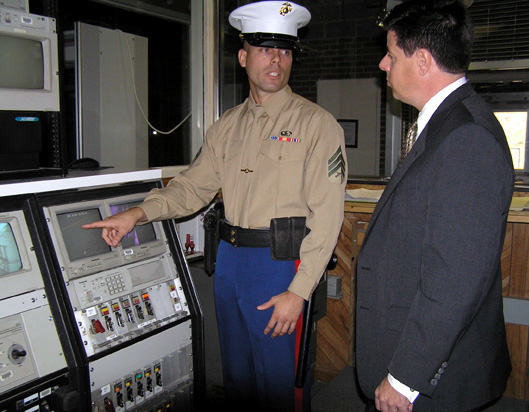
海軍陸戰隊衛兵與一名區域安全官（RSO）正在檢查安全設備

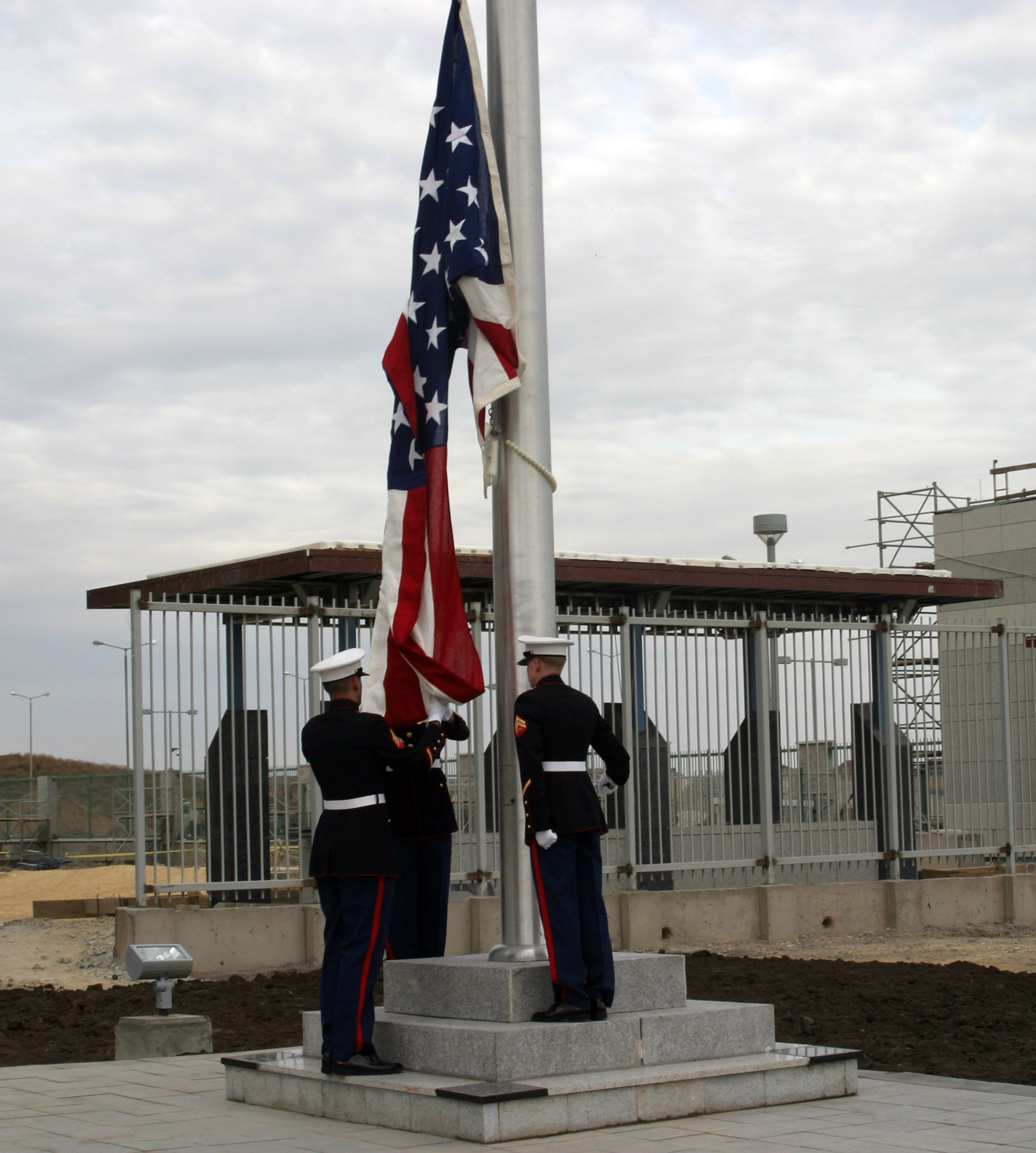
駐哈薩克大使館的海軍陸戰隊衛兵升旗

使館警衛隊的首要任務是替美國駐外機構，尤其是替館區內攸關國安的機密文件和設備提供保衛，由一名美國外交安全局的特派官員、高級執法代表及使館安全專員——「區域安全官」負責監督。使館警衛隊也負責美國來訪高官或要員的人身安全，並協助區安官監督館區外部的當地保安單位。次要任務則是在緊急狀況下保護當地美僑及使館內的美國政府財產。由於美國駐外使館在危急之際是美僑避難的最後堡壘，因此陸戰隊身為使館守軍，必須在外援抵達前以少量兵力固守使館。
在大部分場合下，使館警衛隊專門負責駐外使館、領事館建築內部的保安。在最極端的緊急情況下才有權限負責防衛建築外部、甚至替離開館區在外的高級外交人員提供特別保護。若因職責之故，陸戰隊衛兵可享有一定程度的外交豁免權。
海軍陸戰隊衛兵隸屬於使館警衛隊，但在實際作業上則歸區安官管理。

## 組織
目前陸戰隊使館警衛隊為數約1,800人，派駐地點約176個，亦稱「分遣處」（detachments），劃分為9個地區警衛司令部，轄區分布可達全球135個國家、18個時區，包括了其在維吉尼亞州匡提科基地的隊部。匡提科的隊部連和海軍陸戰隊衛兵學校共有100人，提供行政、後勤、法律、培訓及教育支援。
現有的9個連由一中校指揮，其下各負責數個分遣處，羅列如下：
| 地區 | 連部                 | 責任區             | 分遣處數量 |
| ---- | -------------------- | ------------------ | ---------- |
| 1    | 德国法蘭克福         | 東歐、歐亞大陸     | 20         |
| 2    | 阿联酋阿布達比       | 印度、中東         | 18         |
| 3    | 泰國曼谷             | 東亞、太平洋       | 18         |
| 4    | 美国佛羅里達羅德岱堡 | 南美洲             | 13         |
| 5    | 德国法蘭克福         | 西歐、北歐         | 16         |
| 6    | 南非普勒托利亞       | 東非               | 11         |
| 7    | 德国法蘭克福         | 北非、西非         | 12         |
| 8    | 德国法蘭克福         | 中歐               |            |
| 9    | 美国佛羅里達羅德岱堡 | 北美洲、加勒比地區 | 14         |

每個分遣處由一名參謀士官負責指揮，出任者的軍階通常介於上士至一等士官長之間，職稱為「陸戰隊分遣處指揮官」（Marine Detachment Commander），是少數帶有「指揮官」字樣的陸戰隊士官職稱。分遣處指揮官一般需服滿2個役期，每期18個月，婚姻狀態可為已婚（但下屬隊員需為單身）。每個分遣隊的規模至少需有5名隊員、一名指揮官，使得駐在館處隨時有人守崗，同時使每個隊員可以進行慣例訓練、內部管理或是獲得放假時間。
一名陸戰隊衛兵通常需服滿3個役期，每期各12個月。隊員階級通常為一等兵至上士。

## 服役

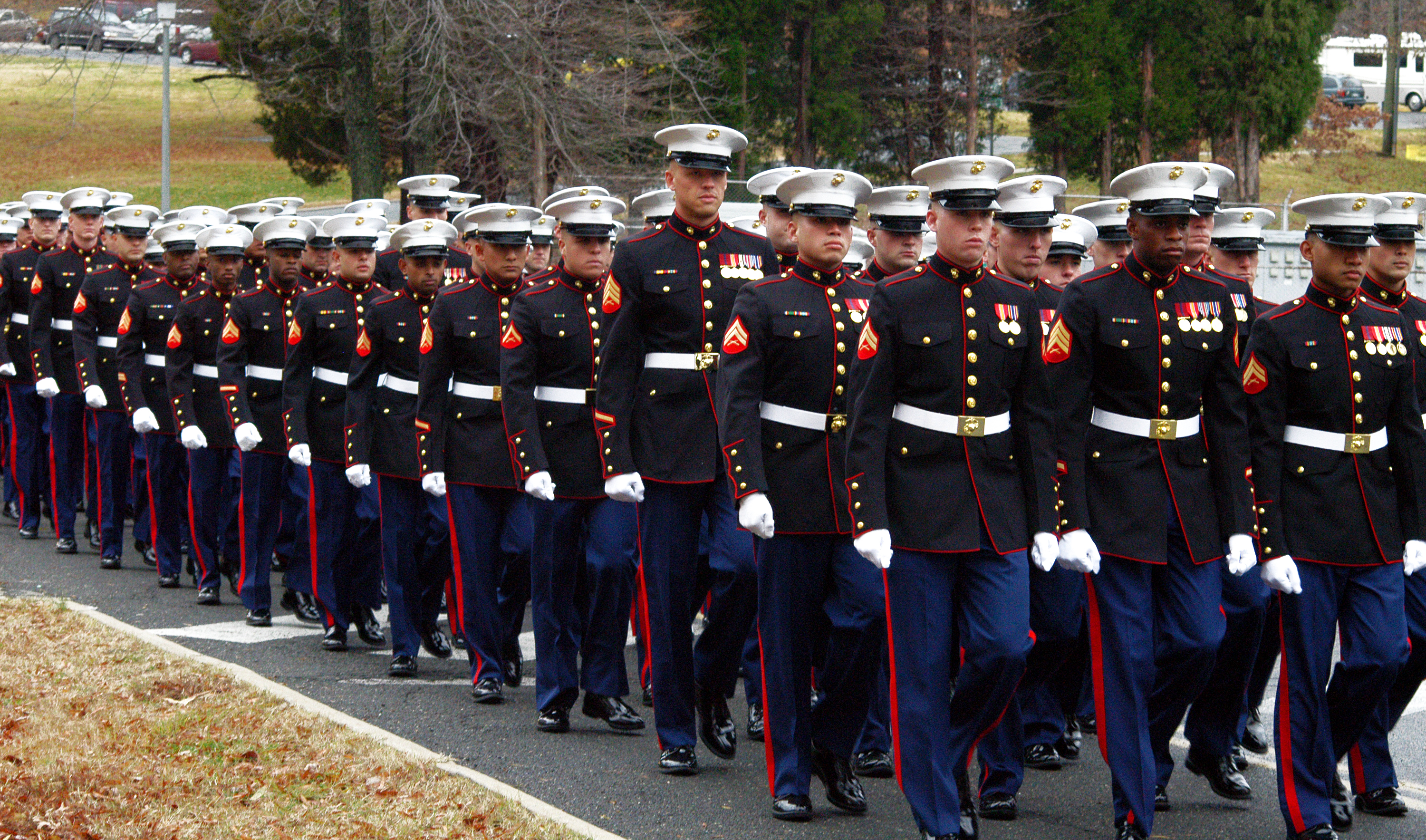
匡提科基地內的海軍陸戰隊衛兵學校結訓遊行

海軍陸戰隊衛兵勳表

在一外交代表處服完24個月役期的海軍陸戰隊衛兵可獲得海軍陸戰隊衛兵勳表，或是服役星章。
任何軍職專長的海軍陸戰隊員均可志願申請加入警衛隊服一次3年的役期，然而有攜眷的非參謀士官不具申請資格，若是身上有刺青者、有違法紀錄者、非美國公民者、具雙重國籍者及任何原因致未能通過安全調查而無權接觸機密者，也不得申請。
在分派到某駐外館處之前，一名接受使館安全訓練的海軍陸戰隊員必須在維吉尼亞州的匡提科基地成功完成訓練項目。戍衛海外館處或重要的美國駐外設施是海軍陸戰隊中的特殊職位之一，有時亦可能帶有危險性，例如1975年西貢陷落時，美國駐南越大使館衛兵麥馬漢與賈基這最後兩位喪命於越戰的美國軍人，當時駐守著美軍撤僑行動中經指定為集合地點的設施。1979年駐巴基斯坦使館縱火案及1998年駐肯亞使館爆炸案中都有陸戰隊衛兵殉職。

### 引用
1. ↑  . GlobalSecurity.org.   [2009-03-17]. （原始内容存档于2007-05-11）.
2. 1 2  Moses, Lance Cpl. Meloney R. . Marine Corps Base Quantico: United States Marine Corps. 2009-05-14  [2009-10-15].[]
3. ↑  . Unit Profile: Marines Magazine. United States Marine Corps. March 23, 2010  [1 April 2010]. （原始内容存档于2010-04-13）.
4. ↑  .   [2013-06-28]. （原始内容存档于2019-06-06）.
5. ↑  . Embassy of the United States, Beijing, China.   [2021-12-15]. （原始内容存档于2014-05-23）.
6. ↑  "Expert: USMC embassy guard boost will be tough."[]
7. ↑  Harkins, Gina; Lamothe, Dan. . www.militarytimes.com. Military Times Group. 20 September 2013  [20 September 2013]. （原始内容存档于2021-02-28）.
8. ↑  LCpl Travis J. Crewdson. . United States Marine Corps. November 30, 2006. （原始内容存档于2007年8月22日）. Along with Navy Seabees assigned embassy duty, an MSG is a rare example of uniformed member of the U.S. armed forces under the operational command of a civilian, albeit law enforcement head.
9. ↑  上田信（日语：上田信 (イラストレーター)）. . 許嘉祥（譯）. 台北: 星光出版社. 2004: 頁256. ISBN 957-677-592-2.
10. ↑  . Marine Corps Embassy Security Group. United States Marine Corps.   [2009-03-17]. （原始内容存档于2008-12-23）.
11. ↑  . Marine Corps Embassy Security Group. United States Marine Corps.   [2009-03-17]. （原始内容存档于2008-12-21）.
12. ↑  . Marine Corps Embassy Security Group. United States Marine Corps.   [2009-03-17]. （原始内容存档于2007-07-07）.

## 外部連結
- Marine Corps Embassy Security Group （页面存档备份，存于） 使館警衛隊官網
- Marine Security Guard Battalion （页面存档备份，存于） 「全球安全網」（GlobalSecurity.org）介紹頁
- Powers, Rod. . About.com.   [2009-03-17]. （原始内容存档于2015-11-02）.
- Marine Security Guard Battalion 「特戰網」（specialoperations.com）介紹頁
- Marine Embassy Guard Association （页面存档备份，存于）
- Brent, P.T. . Leatherneck Magazine. Marine Corps Association: 34–36. October 2008  [2009-03-17]. （原始内容存档于2009-03-04）.